# Державне акціонерне товариство
Державне акціонерне товариство — це акціонерне товариство,утворене у   процесі перетворення  державного  підприємства,  100 відсотків акцій якого належать державі.( Стаття 11 ЗУ Про управління об'єктами державної власності)
Засновником державного акціонерного товариства є визначений Кабінетом Міністрів України орган, уповноважений управляти об'єктами державної власності. До статутного фонду державного акціонерного товариства із сторони держави можуть вноситися майно, пакети акцій та інші корпоративні права.
Пакети акцій, що належали державі в статутних фондах господарських товариств та передані до статутного фонду державної акціонерної компанії, належать їй на праві колективної власності.
Розпорядження корпоративними правами та іншим майном, що передано до статутного фонду державного акціонерного товариства, здійснюється цим товариством відповідно до його установчих документів і чинного законодавства України.
Державне акціонерне товариство також може створюватися як таке шляхом перетворення у відкриті акціонерні товариства державних підприємств, які відповідно до законодавства не підлягають приватизації, але можуть бути корпоратизовані шляхом заснування державного акціонерного товариства.
У разі проведення додаткової емісії акцій державного акціонерного товариства в державній власності повинен залишатися пакет акцій (часток) такого державного акціонерного товариства у розмірі не менш як 75 відсотків акцій товариства.
Функції з управління акціями державних акціонерних товариств здійснює Фонд державного майна України, визначений Кабінетом Міністрів України орган, уповноважений управляти об'єктами державної власності, або господарська структура.